# Alexander Boyd Baird
Alexander Boyd Baird (ur. 31 sierpnia 1891, zm. 23 listopada 1967) – kanadyjski biznesmen i polityk. 
Urodził się w St. John’s. Członek Liberal Party of Canada. W 1949 roku został wybrany do senatu. Sprawował swoją funkcję aż do śmierci w 1967 roku.